# Leptogenys clarki
Leptogenys clarki é uma espécie de formiga do gênero Leptogenys, pertencente à subfamília Ponerinae.